# 馬蒂亞斯角
58°28′S 26°14′W / 58.467°S 26.233°W
馬蒂亞斯角（英語：Mathias Point），是南極洲的海岬，位於南桑威奇群島的蒙塔古島，處於艾倫角以北約3公里，由英國南極名稱諮詢委員會命名，由英國海外領土管轄。